# Jean Culdoë
Jean Culdoë, l'Aîné, seigneur du Fief Pasquier. Changeur, il est prévôt des marchands de Paris à partir de 1358, sous Charles V. En mai 1360, il participe à hauteur de 24 000 livres à la rançon du roi Jean II, aux côtés de Jean Cocatrix, Geoffroi Le Flament et Simon Bourdon. Conseiller et chambellan du roi, changeur du Trésor et maître-général des Monnaies du Royaume de France, le roi Charles V l'anobli en 1373. 

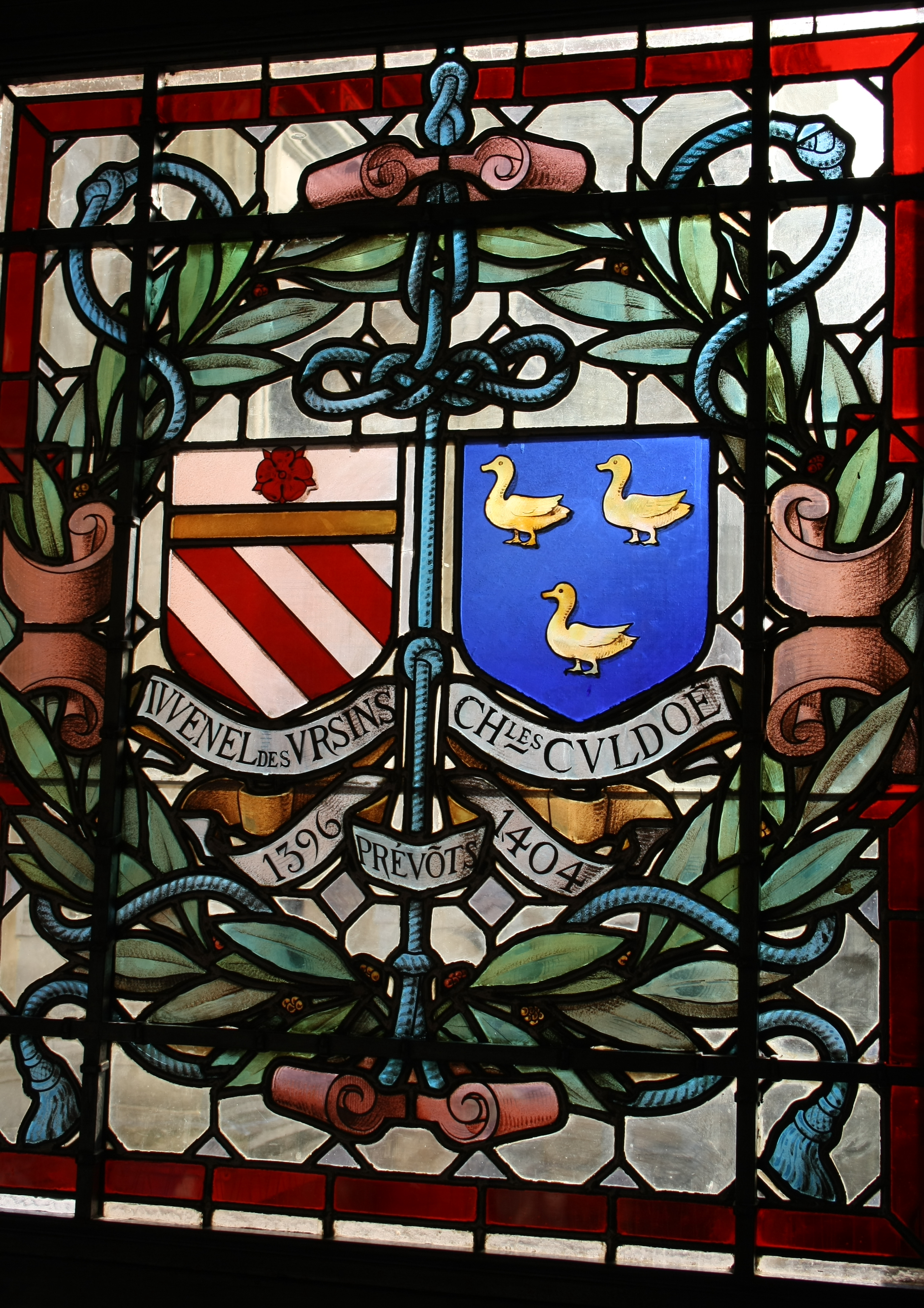
Les armes de Charles Culdoë (à droite) dans la galerie du Conseil de l'hôtel de ville de Paris : Charles fut comme son père Jean: Prévôt des marchands de Paris.

Il se fait construire un hôtel particulier dit « d'Étampes », rue Saint-Antoine. Il avait épousé Jeanne Mignon, fille de Robert Mignon, seigneur du Tremblay, notaire et secrétaire du Roi.

## Source
- Jean Favier, Le Bourgeois de Paris au Moyen Âge, Tallandier, 2015
- Louis-Pierre Anquetil, Histoire de France, 1829